# Xorides immaculatus
Xorides immaculatus är en stekelart som beskrevs av Joseph Augustine Cushman 1933. Xorides immaculatus ingår i släktet Xorides och familjen brokparasitsteklar. Inga underarter finns listade i Catalogue of Life.